# Rebellion (pel·lícula)
Rebellion és una pel·lícula documental britànica de 2021 escrita i dirigida per Maia Kenworthy i Elena Sánchez Bellot. Se centra en els orígens del moviment social i polític Extinction Rebellion, les lluites d'egos i el xoc generacional. El documental relata els orígens del col·lectiu des de dins, amb accés al nucli dur del grup, i retrata l'eufòria inicial i els conflictes per anar prenent decisions consensuades. La tensió interna s'ajunta amb la pressió policial i política per desestabilitzar el col·lectiu. Es va estrenar als cinemes del Regne Unit el 28 de març de 2022 El 6 d'octubre del mateix any es va estrenar la versió subtitulada al català en el marc de la iniciativa El Documental del Mes, vinculada al festival DocsBarcelona.
Ha estat seleccionat per diferents festivals, com el Festival Internacional de Cinema Documental de Copenhaguen, el Festival Internacional de Cinema Documental d'Amsterdam o el DocPoint. Va ser la projecció inaugural del Festival de Cinema de Human Rights Watch.